# Пильское воеводство
Пильское воеводство (пол. województwo pilskie) — воеводство Польши, существовавшее в 1975—1998 годах.
Представляло собой одну из 49 основных единиц административного деления Польши, которые были упразднены в результате административной реформы Польши 1998 года. 
Занимало площадь 8205 км². Административным центром воеводства являлся город Пила. После административной реформы воеводство прекратило своё существование и его территория отошла большей частью к Великопольскому воеводству, частью — к Западно-Поморскому воеводству (Валецкий повят).

## Города
Крупнейшие города воеводства:
- Пила
- Валч
- Вонгровец
- Ходзеж
- Злотув
- Тшчанка
- Чарнкув
- Вронки
- Рогозьно
- Ястрове